# 앤드리 버토
앤드리 마이클 버토(영어: Andre Michael Berto, 1983년 9월 7일 ~ )는 미국과 아이티의 권투 선수이다.
2015년 9월 13일, 버토는 플로이드 메이웨더의 은퇴전 상대로서 패배하였다. 이로써 메이웨더는 통산 전적 49전 49승을 기록, '무패 복서'로서 남게 되었다.